# メリール島

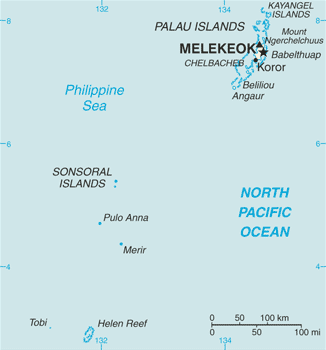
パラオの地図。中央左下のMerirがメリール島

メリール島は西太平洋に浮かぶパラオの島。ソンソロール州に属している。コロールなど主要な島からはかなり離れた位置にあり、さらにソンソロール州の主要島であるソンソロール島とファンナ島は北110kmほど離れており、プロアナ島も50km北に存在する。面積はおおよそ0.90km2、人口は2000年時点で5人とされる。集落は島内北西部にあり、ラジオ局が存在する。
島内は多くが木に覆われており、周辺部は多くが浜に囲まれており、その外は礁湖になっている。その外は珊瑚礁と外洋である

## 関連画像
- メリール島の衛星写真
- 島内西部の豊かな植生と浜辺